# Анджело Масимино (стадион)
Анджело Масимино е стадион, намиращ се в град Катания, Италия. Използва се предимно за футболни мачове и е дом на футболния клуб Катания. Стадионът е построен през 1937 г. Има капацитет от 20 800 места. От 2002 г. носи името на бившия президент на клуба Анджело Масимино.
На 14 февруари 2007 г. отборът на Калчо Катания получава забрана да играе на този стадион. Това е в резултат от събитията на 2 февруари 2007 г., когато след футболната среща срещу отбора на Палермо, който е кръвния враг на клуба от Катания се стига до сблъсъци между фенове на двата отбора, които завършват със смъртта на полицай. Тази забрана трае до 30 юни 2007 г., след което на стадиона отново се провеждат футболни срещи.